# Urzela

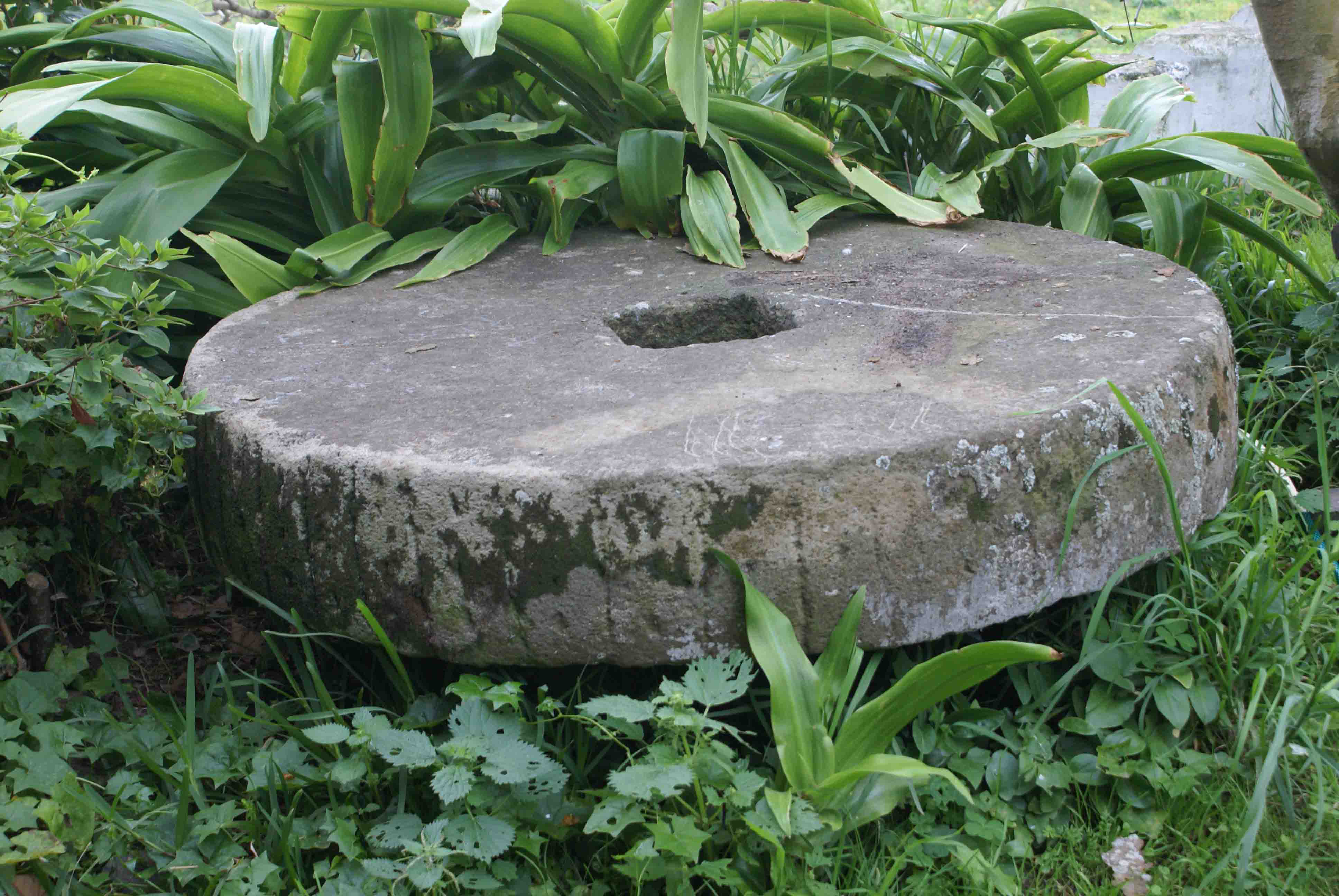
Pedra de triturar urzela, Villa Maria, Angra do Heroísmo.

Roccella tinctoria DC., conhecido pelo nome comum de urzela, é uma espécie de fungo liquenizado do género Roccella da família Roccellaceae, sinónimo homotípico de Lecanora tinctoria (DC.) Czerwiak., 1849. 

## A urzela e os seus usos
Urzela é o nome comum dado ao líquen Roccella tinctoria Lam. & DC., comum sobre rochas costeiras nas ilhas da Macaronésia. Para além da espécie R. tinctoria, o nome urzela é também aplicado a outras espécies do mesmo género e ainda a outros líquenes tintureiros similares.
A urzela produz um corante de cor púrpura (ou azul violáceo) que antes da invenção das anilinas sintéticas atingia grande valor para tingir têxteis. O extracto da urzela, agora denominado orceína ou azul de tornesol, continua a ter ampla aplicação como contrastante em microscopia e como base para indicadores químicos e bioquímicos. Entre as utilizações do corante conta-se o papel indicador, que em inglês deu origem ao teste de "litmus" tão utilizado na linguagem corrente.
O principal composto com valor corante é o orcinol, um composto fenólico, que ocorre em múltiplas espécies de liquens incluindo R. tinctoria.
As técnicas de confecção de corante a partir da urzela, baseadas na maceração do líquen seco em urina, foram durante muitas décadas um bem guardado segredo dos tintureiros flamengos, que importavam a matéria prima dos arquipélagos atlânticos (Açores, Madeira, Canárias e Cabo Verde) e das zonas costeiras do Brasil, mantendo vivo um comércio que iniciado em princípios do século XV se manteve activo até à década de 1850.
O valor da urzela era tal que nos Açores a sua produção era monopólio real, havendo severas penalidades para quem a contrabandeasse. No período inicial da história dos Açores a urzela constituiu um dos mais importantes produtos de exportação das ilhas.
Em Cabo Verde, onde a urzela se desenvolve em altitude até ao limite dos contra-alíseos, a apanha da urzela constituiu até ao século XIX uma importante atividade, permitindo a subsistência em épocas de grave carestia causada pela seca. A sua apanha era porém muito penosa pois exigia o acesso a falésias e escarpas, causa de muitas mortes por queda.
O nome urzela deu origem a diversos topónimos nas ilhas atlânticas, entre os quais o da freguesia da Urzelina, ilha de São Jorge, Região Autónoma dos Açores.
Segundo o botânico Félix de Avelar Branco: «A urzela é uma planta criptogâmica imperfeita, a que os portugueses deram este nome, os espanhóis o de orselle ou orcilla, os franceses o de orseille, do italiano roccella, querendo indicar uma planta de cor roxa. (...)
A verdadeira urzela, em vez de raiz tem um apoio nodoso aplanado, orbicular, e raramente uns fios mínimos, com os quais e com a sua base se agarra às pedras. Do seu apoio ou base nodosa, sobressaem hastes em feixe, levantadas, roliças e pouco ramosas, de uma a três polegadas de altura, e tanto elas como os ramos são de cor cinzenta-alvadia, e terminam em pontas agudas.
Esta planta é inodora, tem um sabor um pouco salgado e por fim levemente acre.
Nasce naturalmente, sem cultura nem amanho, nos píncaros e rochedos à beira mar das nossas Berlengas, da Provence e Languedoc, ilhas da Córsega, Elba e Sicília; nas da Berbéria, nas ilhas de Cabo Verde e outras nossas de África, nos Açores, Canárias, etc.»
A urzela tem muita utilidade na tinturaria por produzir uma viva cor púrpura. Serve não só para a tinturaria, mas também para a pintura, para dar cor aos mármores, vinhos, licores, etc.
A urzela foi identificada em 1469 em Santiago (Cabo Verde) pelos sevilhanos João e Pero de Lugo, que vieram imediatamente a Portugal e obtiveram do Infante D. Fernando licença para poderem comerciar directamente nas ilhas. Esse conhecimento poderá ter-se perdido; assim, em 1730 um negociante de Tenerife, à vista de uma amostra desse musgo que lhe foi enviada da ilha Brava (Cabo Verde), mandou uma embarcação com alguns urzeleiros àquela ilha, onde carregaram 500 quintais, dando de luvas ao capitão-mor, pela licença, uma pataca por quintal.
Os jesuítas, sabendo disso, e conhecendo o valor comercial desta planta, requereram ao rei D. João V privilégio exclusivo para apanhar e exportar aquela ervinha seca, querendo inculcar por este humilde nome, que era planta de pouca valia.
Mas o rei já estava bem informado, e em vez de dar o privilégio aos padres, tomou-a para si, proibindo a apanha da urzela e dando-a por arrematação a um negociante holandês estabelecido em Lisboa. Em 1750 arrematou-a um português, José Gomes da Silva Candeias, que lhe deu grande incremento, até que passou para a administração da companhia do Grão-Pará e Maranhão, que fraudou grandemente o Estado, em virtude do que passou a ser administrada por conta do governo em 1750.
Prosperou muito por esse tempo, a ponto de em 1820 e 1840, o seu rendimento líquido para o tesouro ter subido de 80 para 100 contos de réis.
O decreto de 17 de Janeiro de 1837, que declarou livre a exportação da urzela das províncias de Angola, Moçambique, S. Tomé e Príncipe, ainda que não fosse tão boa como a de Cabo Verde, fez-lhe perniciosa concorrência, pelo que os arrematantes largaram o contrato.
A 5 de Junho de 1844, promulgou-se outro decreto, declarando o comércio das plantas conhecidas com o nome de urzela, ficava, em todas as províncias portuguesas de África, exclusivamente reservada ao governo, o qual o poderia dar por contrato, se fosse conveniente, gozando os contratantes de todos os privilégios concedidos aos arrematantes da fazenda pública.
Fonte: http://antikuices.blogspot.pt/2012/10/historia-urzela-imagem-de-1860.html

## Taxonomia
A espécie Rocella tinctoria foi pela primeira vez descrita por Augustin Pyramus de Candolle em 1805. são conhecidas as seguintes variedades:
- R. t. var. portentosa
- R. t. var. subpodicellata
- R. t. var. tinctoria

e formas:
- R. t. f. complanata
- R. t. f. tinctoria